# Ruthie Bolton
Alice Ruth «Ruthie» Bolton (conocida también por su nombre de casada Ruthie Bolton-Holifield, Lucedale, 25 de mayo de 1967) es una exbaloncestista estadounidense de la Women's National Basketball Association (WNBA) que ocupaba la posición de base.
Fue reclutada por los Sacramento Monarchs en el Draft de la WNBA de 1997 donde militó hasta 2004. Representó a su país en la competencia por equipos del Torneo de Baloncesto en los Juegos Olímpicos de Atlanta 1996 donde se alzó con la medalla de oro, misma presea que alcanzaría en Sídney 2000. Además, participó en varias ocasiones en la Copa Mundial de Baloncesto Femenino donde formó parte del equipo estadounidense que se alzó con la medalla de bronce en Sídney 1994 y la medalla de oro en Berlín 1998.

## Estadísticas

### Totales
| Año                                                                                              | Equipo | J   | JI | MJ   | TC  | ITC  | TC%  | 3P  | 3PA | 3P%  | 2P  | 2PA  | 2P%  | TL  | ITL | TL%  | RBO | RBD | RBT | AST | STL | BLK | TOV | PF  | PTS  |
| ------------------------------------------------------------------------------------------------ | ------ | --- | -- | ---- | --- | ---- | ---- | --- | --- | ---- | --- | ---- | ---- | --- | --- | ---- | --- | --- | --- | --- | --- | --- | --- | --- | ---- |
| 1997                                                                                             | SAC    | 23  | 23 | 813  | 164 | 408  | .402 | 66  | 192 | .344 | 98  | 216  | .454 | 53  | 69  | .768 | 31  | 103 | 134 | 59  | 54  | 1   | 58  | 71  | 447  |
| 1998                                                                                             | SAC    | 5   | 4  | 133  | 17  | 58   | .293 | 4   | 26  | .154 | 13  | 32   | .406 | 17  | 28  | .607 | 5   | 6   | 11  | 6   | 6   | 0   | 7   | 12  | 55   |
| 1999 ★                                                                                           | SAC    | 31  | 30 | 970  | 143 | 393  | .364 | 60  | 187 | .321 | 83  | 206  | .403 | 75  | 94  | .798 | 46  | 86  | 132 | 73  | 31  | 0   | 44  | 68  | 421  |
| 2000                                                                                             | SAC    | 29  | 29 | 868  | 133 | 368  | .361 | 50  | 160 | .313 | 83  | 208  | .399 | 64  | 84  | .762 | 42  | 64  | 106 | 57  | 34  | 1   | 45  | 60  | 380  |
| 2001 ★                                                                                           | SAC    | 31  | 0  | 582  | 73  | 216  | .338 | 40  | 110 | .364 | 33  | 106  | .311 | 36  | 52  | .692 | 34  | 59  | 93  | 55  | 28  | 1   | 39  | 55  | 222  |
| 2002                                                                                             | SAC    | 32  | 1  | 737  | 125 | 316  | .396 | 43  | 132 | .326 | 82  | 184  | .446 | 56  | 77  | .727 | 31  | 63  | 94  | 37  | 45  | 2   | 35  | 74  | 349  |
| 2003                                                                                             | SAC    | 33  | 0  | 521  | 55  | 175  | .314 | 19  | 98  | .194 | 36  | 77   | .468 | 20  | 26  | .769 | 15  | 42  | 57  | 35  | 33  | 2   | 21  | 52  | 149  |
| 2004                                                                                             | SAC    | 34  | 4  | 469  | 57  | 154  | .370 | 32  | 79  | .405 | 25  | 75   | .333 | 14  | 19  | .737 | 17  | 32  | 49  | 31  | 23  | 0   | 15  | 45  | 160  |
| Carrera                                                                                          |        | 218 | 91 | 5093 | 767 | 2088 | .367 | 314 | 984 | .319 | 453 | 1104 | .410 | 335 | 449 | .746 | 221 | 455 | 676 | 353 | 254 | 7   | 264 | 437 | 2183 |
| Notas: J=Juegos; JI=Juegos iniciales; MJ=Minutos jugados; ITC=Intentos de TC; ITL=Intentos de TL |        |     |    |      |     |      |      |     |     |      |     |      |      |     |     |      |     |     |     |     |     |     |     |     |      |

### Por juego
| Año                                                                                              | Equipo | J   | JI | MJ   | TC  | ITC  | TC%  | 3P  | 3PA | 3P%  | 2P  | 2PA | 2P%  | TL  | ITL | TL%  | RBO | RBD | RBT | AST | STL | BLK | TOV | PF  | PTS  |
| ------------------------------------------------------------------------------------------------ | ------ | --- | -- | ---- | --- | ---- | ---- | --- | --- | ---- | --- | --- | ---- | --- | --- | ---- | --- | --- | --- | --- | --- | --- | --- | --- | ---- |
| 1997                                                                                             | SAC    | 23  | 23 | 35.3 | 7.1 | 17.7 | .402 | 2.9 | 8.3 | .344 | 4.3 | 9.4 | .454 | 2.3 | 3.0 | .768 | 1.3 | 4.5 | 5.8 | 2.6 | 2.3 | 0.0 | 2.5 | 3.1 | 19.4 |
| 1998                                                                                             | SAC    | 5   | 4  | 26.6 | 3.4 | 11.6 | .293 | 0.8 | 5.2 | .154 | 2.6 | 6.4 | .406 | 3.4 | 5.6 | .607 | 1.0 | 1.2 | 2.2 | 1.2 | 1.2 | 0.0 | 1.4 | 2.4 | 11.0 |
| 1999                                                                                             | SAC    | 31  | 30 | 31.3 | 4.6 | 12.7 | .364 | 1.9 | 6.0 | .321 | 2.7 | 6.6 | .403 | 2.4 | 3.0 | .798 | 1.5 | 2.8 | 4.3 | 2.4 | 1.0 | 0.0 | 1.4 | 2.2 | 13.6 |
| 2000                                                                                             | SAC    | 29  | 29 | 29.9 | 4.6 | 12.7 | .361 | 1.7 | 5.5 | .313 | 2.9 | 7.2 | .399 | 2.2 | 2.9 | .762 | 1.4 | 2.2 | 3.7 | 2.0 | 1.2 | 0.0 | 1.6 | 2.1 | 13.1 |
| 2001                                                                                             | SAC    | 31  | 0  | 18.8 | 2.4 | 7.0  | .338 | 1.3 | 3.5 | .364 | 1.1 | 3.4 | .311 | 1.2 | 1.7 | .692 | 1.1 | 1.9 | 3.0 | 1.8 | 0.9 | 0.0 | 1.3 | 1.8 | 7.2  |
| 2002                                                                                             | SAC    | 32  | 1  | 23.0 | 3.9 | 9.9  | .396 | 1.3 | 4.1 | .326 | 2.6 | 5.8 | .446 | 1.8 | 2.4 | .727 | 1.0 | 2.0 | 2.9 | 1.2 | 1.4 | 0.1 | 1.1 | 2.3 | 10.9 |
| 2003                                                                                             | SAC    | 33  | 0  | 15.8 | 1.7 | 5.3  | .314 | 0.6 | 3.0 | .194 | 1.1 | 2.3 | .468 | 0.6 | 0.8 | .769 | 0.5 | 1.3 | 1.7 | 1.1 | 1.0 | 0.1 | 0.6 | 1.6 | 4.5  |
| 2004                                                                                             | SAC    | 34  | 4  | 13.8 | 1.7 | 4.5  | .370 | 0.9 | 2.3 | .405 | 0.7 | 2.2 | .333 | 0.4 | 0.6 | .737 | 0.5 | 0.9 | 1.4 | 0.9 | 0.7 | 0.0 | 0.4 | 1.3 | 4.7  |
| Carrera                                                                                          |        | 218 | 91 | 23.4 | 3.5 | 9.6  | .367 | 1.4 | 4.5 | .319 | 2.1 | 5.1 | .410 | 1.5 | 2.1 | .746 | 1.0 | 2.1 | 3.1 | 1.6 | 1.2 | 0.0 | 1.2 | 2.0 | 10.0 |
| Notas: J=Juegos; JI=Juegos iniciales; MJ=Minutos jugados; ITC=Intentos de TC; ITL=Intentos de TL |        |     |    |      |     |      |      |     |     |      |     |     |      |     |     |      |     |     |     |     |     |     |     |     |      |